# Merkava
Il Merkava (in ebraico מרכבה , "carro") è un carro armato progettato e prodotto in Israele in dotazione al corpo corazzato israeliano.
Il nome di questo veicolo è stato scelto per l'evocativo riferimento biblico relativo al "Carro di fuoco" descritto nella visione biblica avuta dal profeta Ezechiele e allo stesso tempo fa riferimento anche al fatto che il blocco motore di questo carro armato si trova nella parte anteriore.

## Genesi del progetto
Negli anni '50 l'IDF utilizzava una combinazione di mezzi occidentali di seconda mano. Tra questi si annoverano gli AMX-13 di origine francese e gli M4 Sherman americani. Questi mezzi, per quanto affidabili, oramai stavano diventando obsoleti rispetto alle loro controparti arabe armate con i T-54 sovietici. Per fronteggiare questa minaccia, gli israeliani si accordarono con il governo inglese per la cessione di 50 Centurion. Dal 1964 gli Stati Uniti, attraverso la Germania Ovest, autorizzarono il trasferimento degli M48 Patton. In quello stesso anno gli israeliani fecero richiesta di produrre su licenza l'AMX-30, a causa del costo troppo elevato il progetto venne abbandonato. Nello stesso periodo i vecchi Sherman furono modificati introducendo le sospensioni HVSS e il cannone CN 105 F1 di origine francese. Nel 1965 il governo israeliano decise di rivolgersi al Regno Unito per l'acquisto del carro armato Chieftain da produrre eventualmente in seguito su territori israeliano. Nel 1967 vennero inviati in Israele due Chieftain per una serie di test. I paesi arabi, venuti a sapere del progetto, minacciarono la Gran Bretagna di ritirare i loro depositi dalle banche inglesi, di bloccare le esportazioni di petrolio e l'acquisto di armamenti inglesi. Nel 1969 la Gran Bretagna decise di cancellare unilateralmente l'accordo. Per Israele fu un duro colpo, ma fece capire che era necessario iniziare la costruzione di un mezzo completamente nazionale. Il piano venne redatto nel 1970 su iniziativa del generale Israel Tal anche per rispondere alla minaccia delle centinaia di T-62 che l'Unione Sovietica stava inviando in Egitto e Siria. Lo sviluppo del mezzo doveva soddisfare precisi requisiti:
- Incorporare le nozioni apprese durante la guerra dei sei giorni e dello Yom Kippur[9]
- La protezione balistica dell'equipaggio doveva tener conto soprattutto della protezione dell'equipaggio[10]
- Le dimensioni della torretta dovevano essere le più ridotte possibili[2].
- Assenza di materiali e liquidi infiammabili[11].
- Le munizioni sarebbero state stoccate sotto la torretta, nel retro[12].

Non si trattava di un lavoro semplice, Israele per procurarsi i minerali ferrosi per la costruzione del carro offrì al Sudafrica dei progetti per modernizzare l'Olifant. Per l'impiantistica e la propulsione ci si affidò a elementi di produzione statunitense. Il primo prototipo venne costruito nel 1974 e la produzione in serie iniziò nel 1979.

## Tecnica

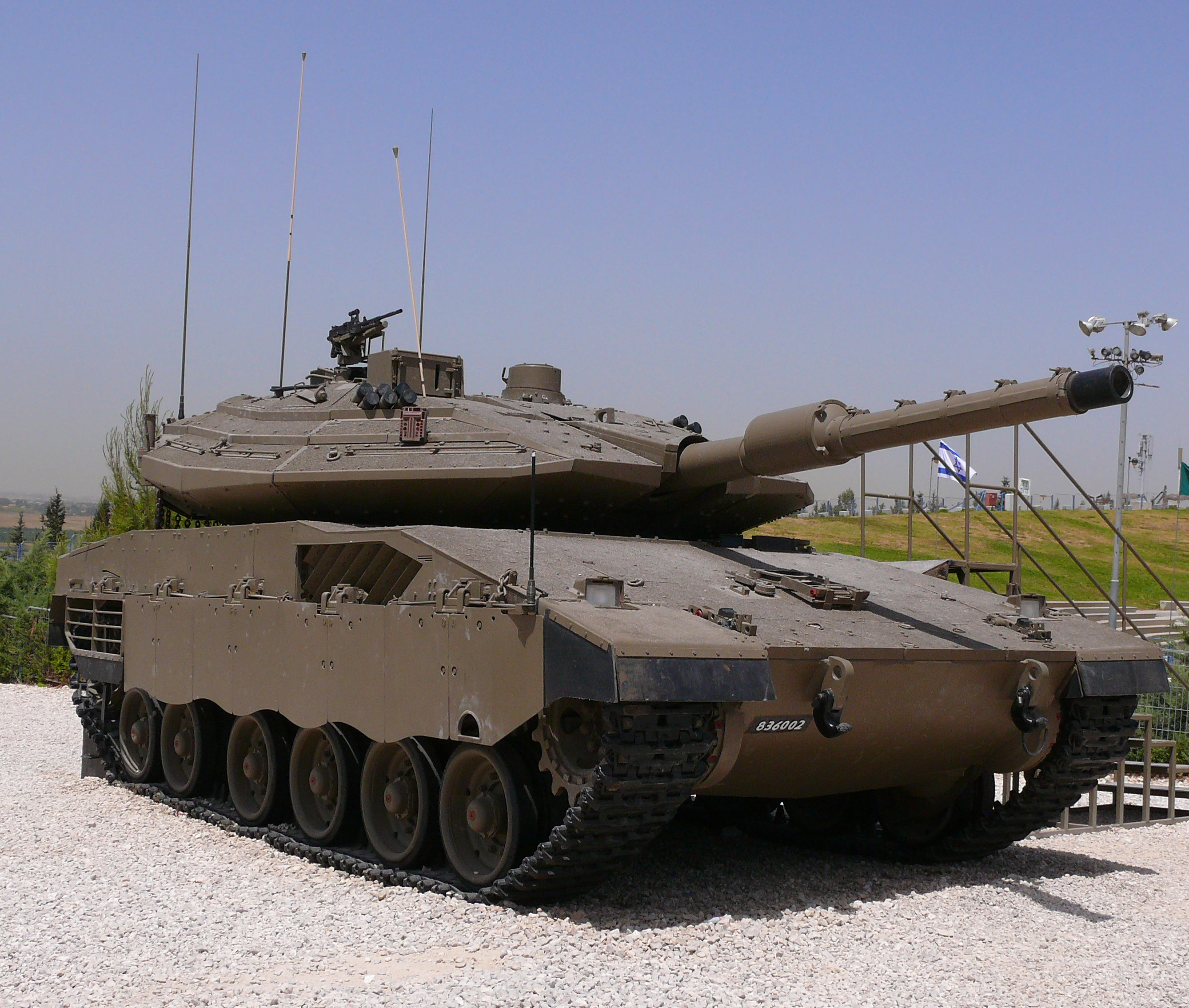
Prototipo del Merkava Mk IV

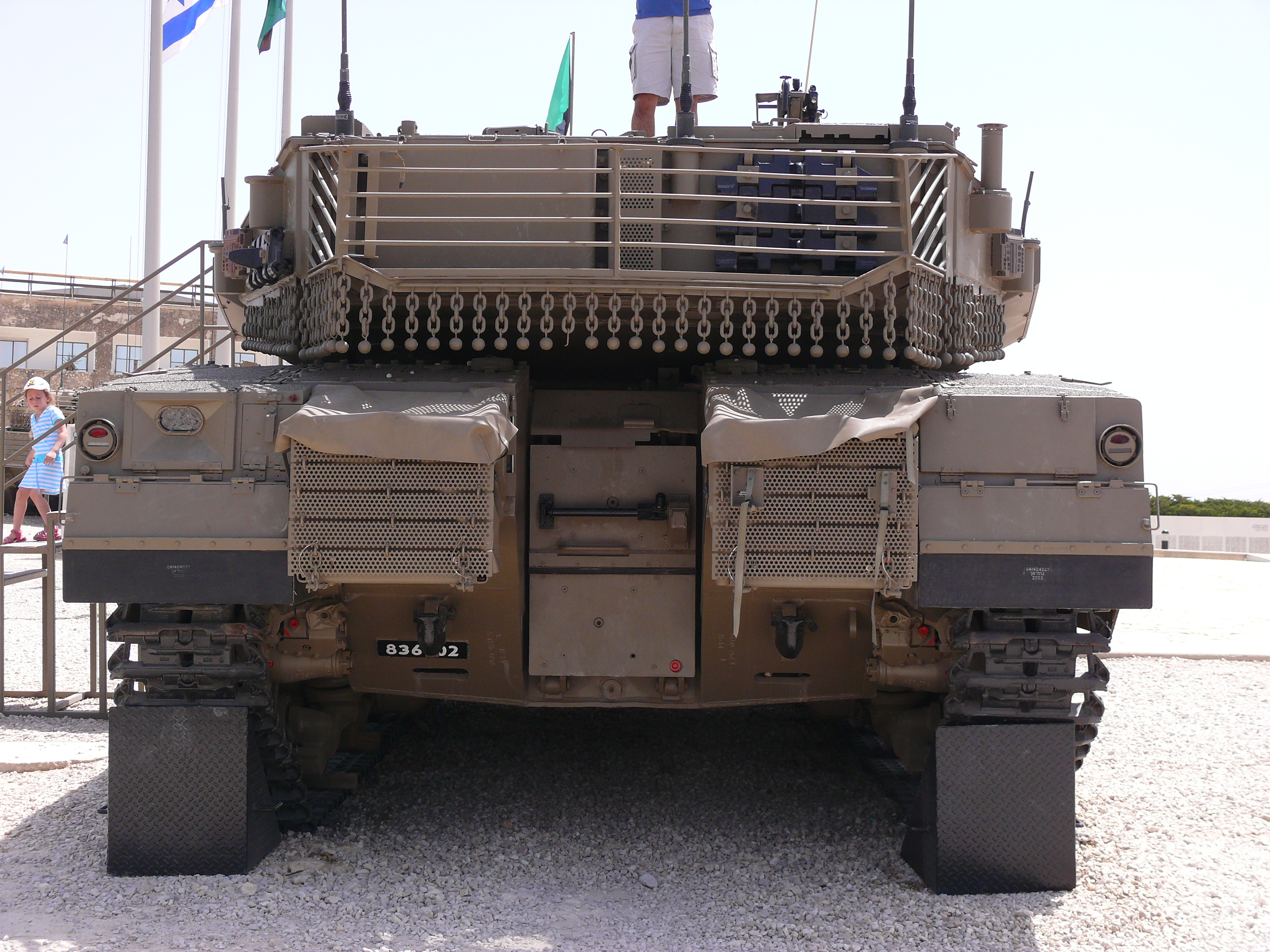
Retro di un Merkava Mk IV

### La protezione
Il Merkava ha come caratteristica peculiare quella di avere il blocco motore (cioè il gruppo motore-cambio-trasmissione) nella parte anteriore dello scafo. Questo permette di offrire maggiore protezione all'equipaggio e di utilizzare il vano libero nella parte posteriore per lo stoccaggio di munizioni in contenitori pallettizzati anti-fiamma o, rinunciando a parte delle munizioni per il cannone, per trasportare personale aggiuntivo. Tale vano è accessibile mediante un portello simile a quelli usati per molti APC o per veicoli IFV. Sin dall'inizio questo carro fu concepito con lo scopo di garantire elevate probabilità di sopravvivenza all'equipaggio e di offrire un livello di protezione ampiamente superiore a quello all'epoca disponibile su altri veicoli. Tale obiettivo fu raggiunto attraverso vari accorgimenti quali una pesante corazzatura (che però nelle prime versioni ha talvolta influito negativamente sulla velocità del mezzo), la collocazione dei sistemi principali del carro nella parte anteriore dello scafo, l'aggiunta di un portellone posteriore per facilitare l'evacuazione in caso di necessità, essere abbastanza confortevole per l'equipaggio, un'elevata autonomia di fuoco, grazie ad un cospicuo numero di munizioni stivate a bordo. Nella versione con cannone calibro 105, il Merkava può infatti trasportare fino a 85-90 colpi, più del doppio del suo principale avversario, il T-72. Durante la fase di progettazione la torretta era stata pensata per offrire la minore area visibile se guardata di fronte e con un profilo molto basso. Il Merkava poi doveva avere tutti i componenti aventi la funzione secondaria anche di corazza aggiuntiva. Il posizionamento anteriore del gruppo motore-trasmissione permise la realizzazione di un portellone a due valve che consentiva l'abbandono rapido del mezzo in caso di emergenza o l'evacuazione di feriti mantenendo però la protezione del mezzo, era utile anche per il rifornimento rapido delle munizioni. La protezione corazzata (Migun in ebraico) circondava completamente il vano di combattimento. La corazza era sempre composta da lastre di acciaio laminato ma era spaziata, quindi in grado di assorbire meglio i proiettili ad energia cinetica. Ai fianchi e sul retro vennero posti i serbatoi dell'acqua e del diesel in modo da degradare l'efficacia dei colpi nemici.

### Armamento
Il cannone prescelto per il mezzo fu una variante dell'M68 americano da 105 millimetri (a sua volta una versione modificata del pezzo britannico L.7A1 della Vickers). La canna poteva essere bloccata con un perno ribaltabile sul cofano anteriore. La miglioria più importante fu il blocco della canna alla culatta, assicurata da un perno conico che permetteva di rimuovere la canna senza dover togliere anche il mantelletto. Il cannone aveva un'elevazione massima di 20° e una deflessione di 8,5°. Venne aggiunto un piccolo mortaio Soltman da 60mm azionato dal capocarro. Fu aggiunta anche una mitragliatrice coassiale FN MAG calibro 7.62mm. I sistemi di visione notturna all'inizio erano abbastanza rudimentali con mirini ad infrarossi. Le ottiche includevano un telemetro laser, un periscopio a visione diretta e un periscopio con fattore a otto ingrandimenti. Il carro è stato ottimizzato fin dall'inizio per operare anche in un contesto di operazioni a bassa intensità ma alta frizione, che comportano ripetuti scontri con fanteria in ambiente sfavorevole a un veicolo blindato pesante, come un centro cittadino. A tal fine sono stati adottati una serie di sistemi volti a rendere più efficace il veicolo, sia dal punto di vista dell'armamento, che della protezione. Alcuni di questi sono abbastanza unici nel contesto degli MBT moderni. Tra essi vanno citati: 
- l'adozione di un mortaio da 60 mm (nella prima versione fissato al lato destro della torretta in corrispondenza della postazione del capocarro e successivamente nelle versioni 2, 3 e 4 spostato all'interno, sul lato sinistro della torretta, in modo da essere azionabile dal servente) per appoggiare la fanteria;
- l'adozione di una linea di catene terminanti con una palla d'acciaio che pendono da sotto il cesto della torre e arrivano quasi a filo con lo scafo per fare detonare eventuali granate a razzo (RPG) o proiettili HEAT prima che colpiscano l'anello posteriore della torretta;
- l'aggiunta delle corazze modulari, che in caso di danneggiamento è possibile sostituire agevolmente.

### Mobilità
La scelta del motore ricadde su un Teledyne (ora facente parte della General Dynamics Land System) AVDS-1790-6A V12 da 900 cavalli con una trasmissione semiautomatica. La presa d'aria venne montata anteriormente sulla destra, mentre la presa d'aria per la trasmissione sulla sinistra. Il condotto di scarico fu posizionato sul lato sinistra anteriormente, Le sospensioni, che dovevano affrontare sia il deserto che le montagne del Sinai, vennero realizzate in acciaio balistico ed erano un'evoluzione del sistema Horstmann usate sul Centurion e sul Chieftain, dotate di braccia indipendenti con ruote accompagnate per facilitare la manutenzione e due grosse molle elicoidali per rendere la marcia più confortevole. Su ogni lato di rotolamento vi erano 6 ruote e 4 rulli reggi cingolo. Le ruote erano di grosse dimensioni (790mm) con una vita utile stimata circa il doppio di quelle del Centurion.

## Versioni del Merkava

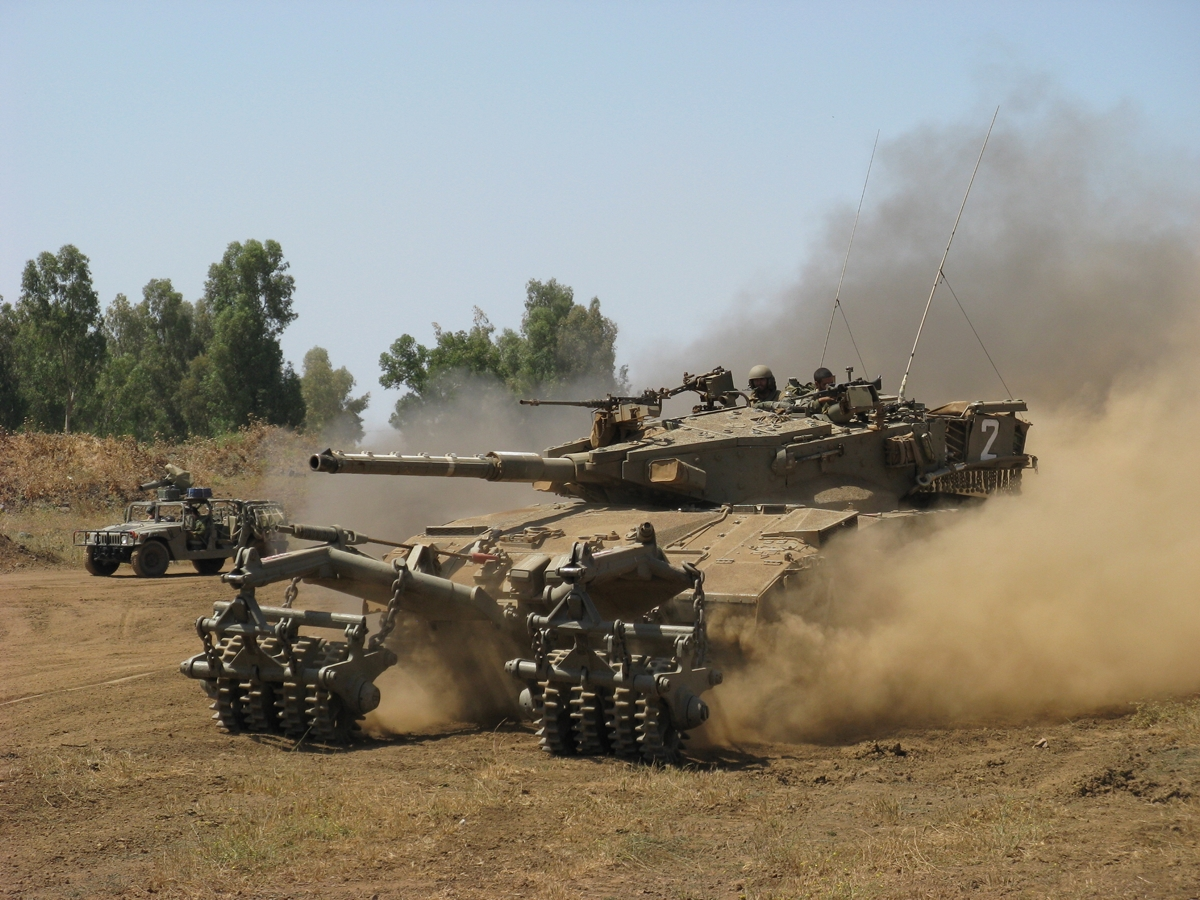
Merkava MK.III con dotazione per lo sminamento

Attualmente ne esistono quattro versioni:
- Merkava 1 (con pezzo principale da 105 mm)
- Merkava 2 (con pezzo principale da 105 mm)
- Merkava 3 (con pezzo principale da 120 mm)
- Merkava 4 (con pezzo principale da 120 mm, tuttora in produzione)

Tutte le versioni hanno quattro uomini di equipaggio (capocarro, conduttore, puntatore e servente al pezzo). Il Merkava subì costantemente delle evoluzioni ed è pertanto difficile distinguerle.

### Merkava Mk. I
Prima versione introdotta a partire dal 1979, fu disegnata per operare sul difficile terreno delle alture del Golan e del nord di Israele, venne armata con un cannone da 105 mm derivato dal Royal Ordnance L7 inglese e con un mortaio da 60 mm, montato esternamente. Spinto da un motore della potenza di 750 Hp, invero non molto potente, grazie ad un'ottima trasmissione e a innovative sospensioni riuscì comunque ad assicurare un buon livello di mobilità al carro, certamente superiore a quella dell'M-60 (Magach) e del Centurion (Sho't), che all'epoca erano i carri in dotazione alle forze armate israeliane. Questa fu la prima versione ad essere dispiegata in un conflitto nel 1982, durante l'operazione Pace in Galilea in seguito all'occupazione del Libano meridionale da parte di Israele. Complessivamente i vertici militari israeliani rimasero soddisfatti del nuovo mezzo, che si dimostrò a loro avviso superiore ai T-72 dell'esercito siriano. Tuttavia, come spesso avviene nelle prime versioni, ebbe alcuni problemi, principalmente all'impianto frenante e al sistema di puntamento del cannone, che risultò piuttosto impreciso per via del calore generato dal motore in posizione anteriore. Il generale Tal e l'IDF non consideravano questa versione definitiva, solo la versione MK.3 avrebbe raggiunto lo status di "reale produzione". Le prime versioni non avevano il cestello dietro la torretta, i lancia fumogeni e le catenelle anti-rpg. Questa versione venne definitivamente ritirata nel 2014.

### Merkava Mk. II

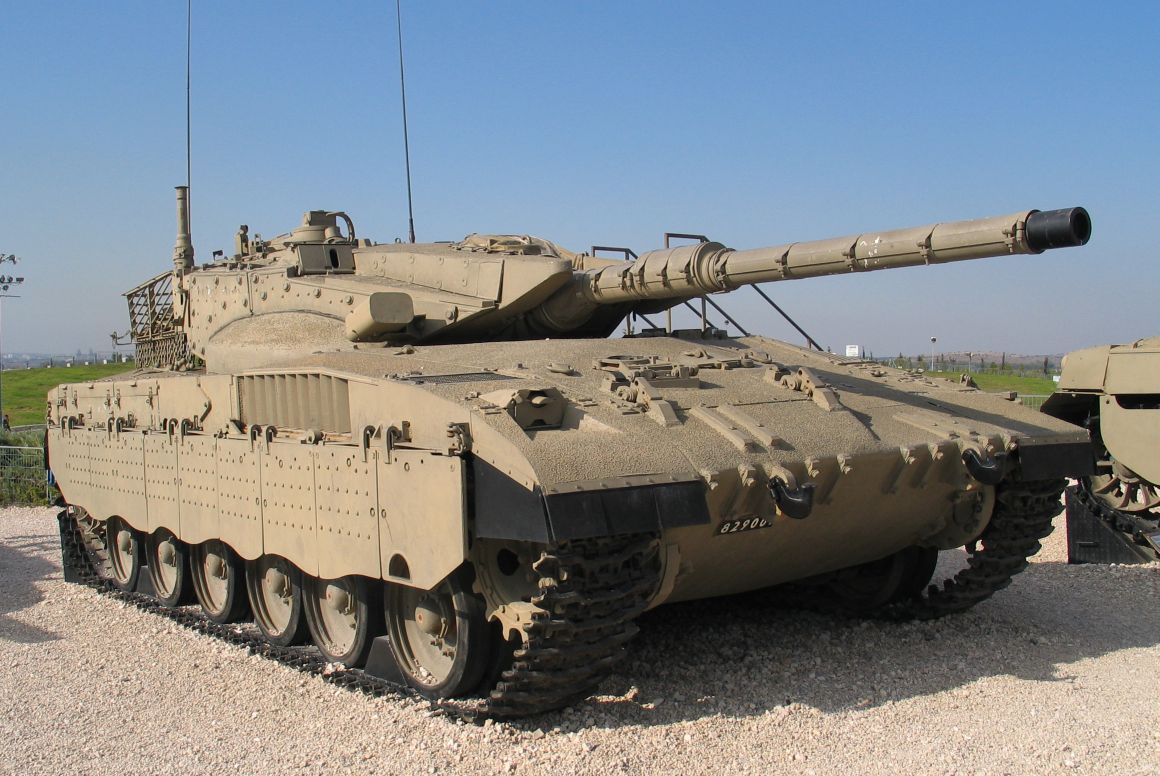
Merkava Mk. II

Entrato in servizio nel 1983 e dotato di un motore dalla potenza di 900 Cv, dispone di un sistema migliorato del controllo del tiro nettamente più preciso, a cui è stato aggiunto anche un sensore FLIR. L'esperienza operativa in Libano suggerì una serie di migliorie (in seguito estese agli esemplari della serie Mk. I), destinate a incrementare la sopravvivenza del veicolo in ambiente urbano. A partire da questa versione il mortaio da 60 mm venne posto in posizione interna, compare la serie di catene con una palla di acciaio alla loro estremità, montate sulla parte posteriore della torretta, i cosiddetti "capelli di Shulamit". Venne aggiunto un sistema di controllo del tiro e un sistema antincendio Spectronix a gas inerte. Il motore venne dotato di una trasmissione irrobustita, consentendo al carro di muoversi agilmente anche su terreni difficili, quali quelli delle alture del Golan e di affrontare pendenze fino al 70% (contrariamente a quanto riescono a fare la maggior parte dei veicoli corazzati capaci di superare pendii con una pendenza non superiore al 60%). In un contesto operativo caratterizzato da terreno aspro, risultò particolarmente utile una delle caratteristiche distintive del Merkava, ovvero il fatto che il cannone può essere deflesso (inclinato verso il basso) molto più che sugli altri MBT, in modo da poter colpire postazioni sottostanti. In definitiva si può considerare come un mezzo di transizione dalla prima versione alla ad una decisamente migliore.

#### Merkava Mk. II B
La versione B venne introdotta nel 1985; in essa vennero inseriti dei pannelli laterali di nuova concezione per limitare gli accumuli di fango. Venne installato un sistema di allarme laser noto come "Moked" (Messa a fuoco). Nella posizione del pilota furono installati dei led per indicare la posizione di provenienza della minaccia. Il telemetro laser venne migliorato, il portello del servente venne dotato di un episcopio rotante. Le munizioni furono perfezionate adottando i proiettili decalibrati APFSDS M-114. La IMI sviluppò un missile laser guidato chiamato LAHAT con una portata tra i 6 e 8 chilometri.

#### Merkava Mk. II C
Questa versione fu prodotta per rispondere agli attacchi di RPG dall'alto. Si caratterizza dal fatto di avere delle piastre corazzate sul cielo della torretta.

#### Merkava Mk. II D
Nel 1987, tre Merkava vennero distrutti da Hezbollah con l'uso di missili anticarro a doppia carica cava. L'IDF adottò una serie di corazze modulari applicati ai lati della torretta. Questa versione venne chiamata "Dor Dalet" (quarta religione). Fino al 1989 vennero prodotti solo 580 mezzi in questa variante.

### Merkava Mk. III

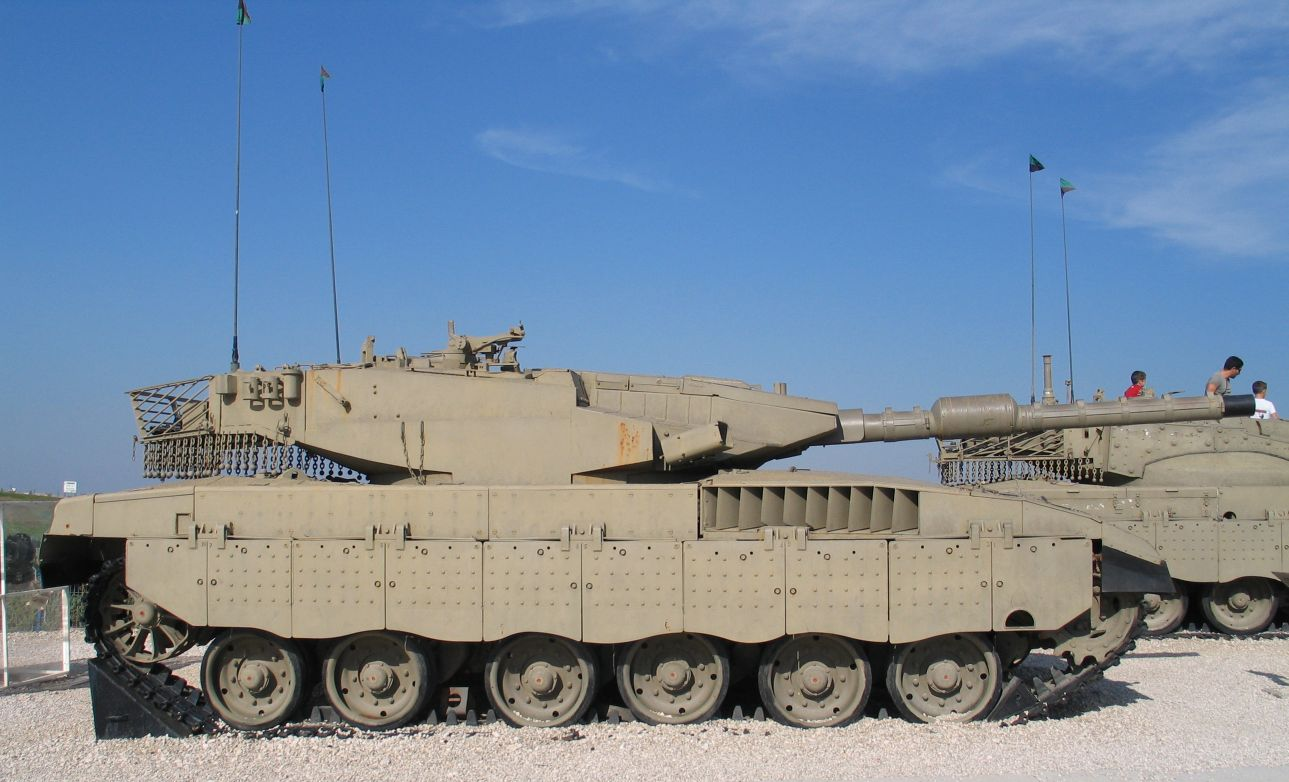
Merkava Mk. III

Introdotto nel 1990, dispone di un nuovo cannone a canna liscia da 120mm denominato MG251 prodotto dalla IMI Slavin Land System Division, compatibile con il munizionamento standard NATO per questo calibro nel caso si fosse presentata la necessità di importare munizioni dagli Stati Uniti. Il maggior calibro delle munizioni ridusse il numero delle munizioni a 50. Queste ultime vennero posizionate in appositi contenitori antincendio. il nuovo cannone poteva continuare a usare i missili anticarro LAHAT. Un'importante miglioria fu l'adozione di computer, telemetro laser e un mirino diurno e notturno sia per il comandante che per il cannoniere che permetteva al mezzo di sparare in movimento in qualsiasi situazione. Il carro fu il primo al mondo ad essere dotato di un sistema di allarme a 360° gradi per i designatori laser. Il Merkava III non venne costruiti in acciaio omogeneo ma con delle lastre laminate costituite da strati di materiali ceramici, leghe di alluminio e altro, ottenendo una corazza dalle prestazioni simili a quelle del tipo Chobam. Questa versione dispone di un nuovo motore da 1200 Cv e nuove sospensioni. La trasmissione consente di portare alle ruote motrici circa 1000 dei 1200 cv disponibili, garantendo al carro una mobilità su terreno vario con una velocità massima di 65 km/h. Si trattava in definitiva di un mezzo completamente nuovo basandosi su un veicolo già esistente. Per garantire ulteriore sicurezza il movimento della torretta è elettrico e quindi non necessita di alcun sistema idraulico che possa ferire l'equipaggio. La prima unità a ricevere il mezzo fu la 188ª Brigata che durante la guerra dello Yom Kippur perse il 75% degli effettivi sulle alture del Golan contro i siriani.

#### Merkava Mk. III B e "Baz"

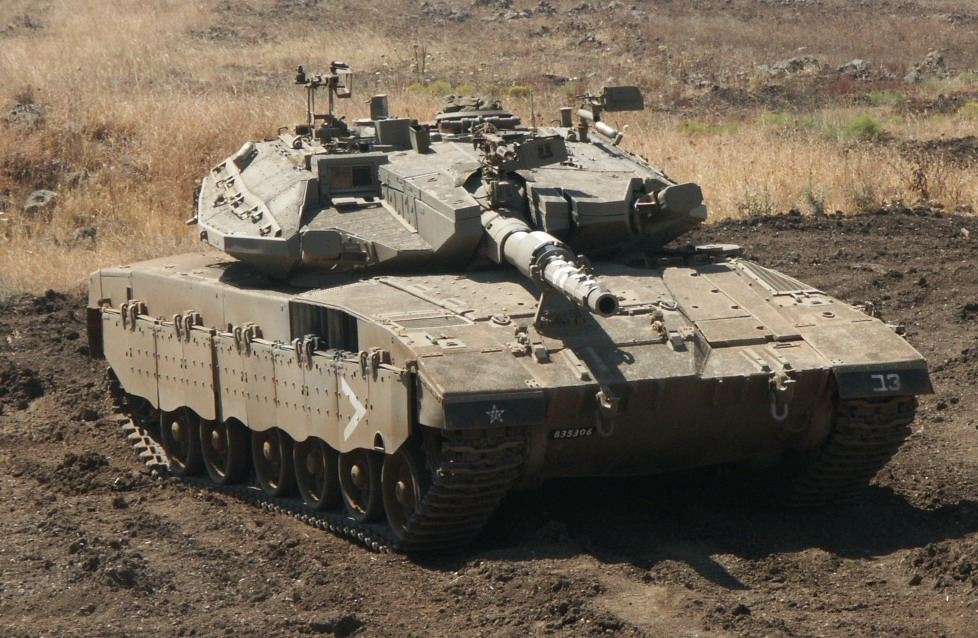
Merkava Mk III Dor Dalet BAZ Kasag.

Aggiornamento di "mezza-vita" e introdotto a partire dal 1995, annovera un sistema di condotta di tiro migliorato e sistema NBC integrato fin dalla fase progettuale (nelle altre versioni è stato integrato a seguito di aggiornamento della dotazione di bordo) permettendo di avere anche l'aria condizionata per l'equipaggio. Per quanto riguarda la protezione passiva, è stata invece adottata una nuova corazza aggiuntiva modulare Kasag, la cui composizione coperta da segreto, anche se pare plausibile che sia un materiale composito acciaio-ceramico. La corazzatura è montata leggermente spaziata rispetto alla corazzatura principale. L'analisi di almeno un MK III perso in seguito a un attacco con un AT-4 che ha colpito il cielo della torre, ha suggerito di rinforzare particolarmente la parte superiore del carro, piuttosto che l'arco frontale, già ampiamente protetto. A proteggere lo scafo e i suoi occupanti concorre anche la riserva di combustibile, strategicamente disposta e il fatto che da questa versione in poi si siano eliminati i fluidi ad alta pressione dall'ambiente interno di combattimento, asservendo i movimenti della torretta e della canna a motori elettrici. Questa versione è la prima tra gli MBT non di origine sovietica a poter impiegare il proprio cannone per abbattere elicotteri d'attacco grazie ad un missile, lo IAI LAHAT, sparato attraverso la canna del cannone (che viene usato come rampa di lancio). Con una portata di oltre 6 chilometri, tale sistema ha una probabilità dichiarata di colpire un elicottero superiore al 65%. I carri dal secondo blocco di produzione della versione III B sono stati inoltre dotati di periscopio a immagine termica indipendente per il capocarro (CITV), che migliora di molto le capacità di rilevare e ingaggiare rapidamente bersagli sul campo. La versione così modificata è stata denominata "Baz" (falco). Il CITV, data la sua provata efficacia, è stato adottato anche su tutte le versioni precedenti. I vertici militari israeliani sperano che l'introduzione di tale dispositivo possa limitare la cattiva abitudine dei capocarro di combattere con la botola aperta e la testa fuori, cosa che se da un lato consente un'ottima percezione da parte del capocarro della situazione, dall'altro rende il capocarro molto vulnerabile ai cecchini, specialmente in ambiente urbano.

#### Merkava III LIC
Evoluzione "sul campo" del MK III Baz. Prevede ulteriori equipaggiamenti per operare in conflitti a bassa intensità da cui l'acronimo "Low Intensity Combat". I principali sono il ritorno della mitragliatrice cl.50 collocata sopra il cannone e della coassiale da 7,62mm, reti di protezione per ottiche e ventole e una telecamera posteriore.

#### Generazione D
L'analisi delle prestazioni sul campo dei veicoli impiegati nelle operazioni in cui Israele è stato coinvolto ha contribuito alla messa in luce di potenziali problemi da correggere, per massimizzare le possibilità di sopravvivenza dei suoi mezzi corazzati in un conflitto. In particolare è emerso che gli avversari di Israele non sono più armati solo di RPG e ATGM di prima generazione, ma dispongono oggi di ATGM avanzati, in grado di costituire una seria minaccia anche per carri armati che nei due decenni passati sarebbero stati considerati pressoché invulnerabili. Venne quindi progettato un pacchetto di protezioni attive e passive, destinate a migliorare le capacità di sopravvivenza dei veicoli. Il pacchetto è stato sperimentato inizialmente sugli M-60. L'efficacia è stata dimostrata quando un M-60 è stato colpito da una salva di una ventina di missili. Solo due hanno perforato la corazzatura. Con le vecchie corazzature reattive, che ai tempi dell'operazione "Pace in Galilea" garantivano la quasi totale invulnerabilità, è stato stimato che sarebbero stati necessari sette colpi per perforare la corazza. L'aggiornamento, esteso anche ai Merkava e culminato con la progettazione di un carro sostanzialmente nuovo, ha preso il nome di "Dor Dalet", che in ebraico significa "4ª generazione". Infine questa specifica versione dispone di cingoli di nuova concezione progettati dalla Caterpillar e da una torretta a controllo remoto per la mitragliatrice da 12.7mm.

#### Merkava Mk. III Dor Dalet
Annovera una torretta completamente ridisegnata, per garantire migliore protezione. La nuova torretta, ulteriormente raffinata, è stata adottata anche dal MK IV conservando l'armamento originario, da alcuni Mk II. Inoltre ha cingoli di disegno più efficace. Le ruote sono completamente in acciaio, senza cerchi gommati. Questo accorgimento permette di ridurre l'usura. L'armamento principale dispone da questa versione di un caricatore semiautomatico a tamburo, contenente cinque colpi di pronto impiego, destinato a rendere più agevole e veloce il compito del soldato addetto al caricamento del pezzo.

### Merkava Mk. IV Dor Dalet

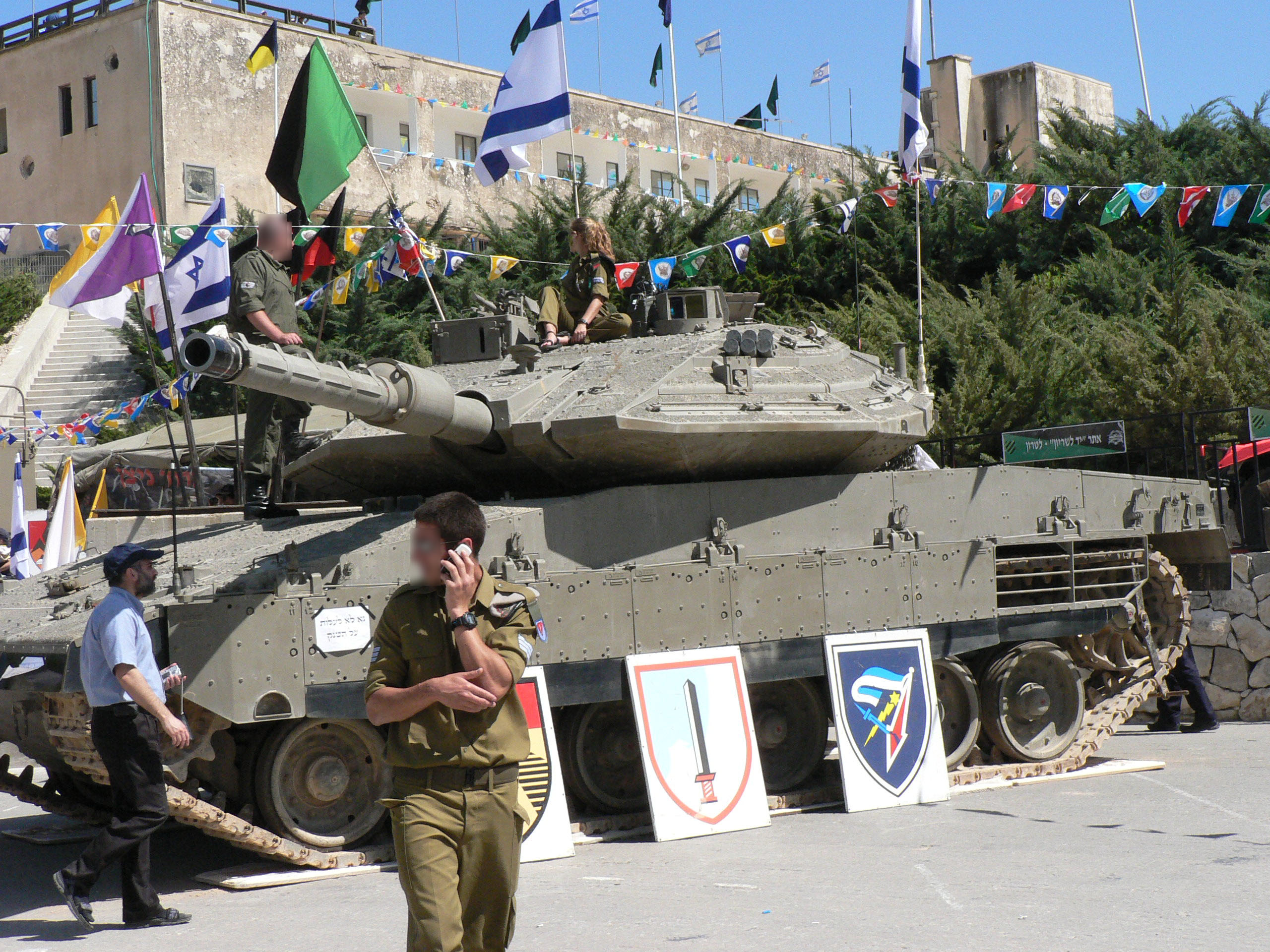
Merkava Mk. IV

In servizio dal 2004 il Merkava Mk. IV Dor Dalet si distingue dalle versioni precedenti per via della sua torretta e del suo scafo di nuova concezione, che non presentano più le evidenti asimmetrie delle versioni precedenti. La caratteristica più peculiare della nuova torre è l'eliminazione del portello del servente. La sua presenza rende, secondo gli ingegneri militari israeliani, più vulnerabile la torre agli attacchi dall'alto. Il servente può agevolmente abbandonare il carro, in caso di emergenza, dal portello posteriore (come del resto tutto l'equipaggio). Come tutte le versioni precedenti, anche il Merkava Mk. IV sfrutta le componenti meccaniche del carro per fornire ulteriore protezione. Tale difesa, che di solito in un MBT risulta essere massima nell'arco frontale, mentre nella versione Mk. IV è stata pensata per fornire protezione a 360º, compresi attacchi dall'alto. Il cannone MG253 da 120 mm è di nuova concezione, progettato in Israele, può reggere pressioni interne più elevate, permettendo di sparare proiettili ad energia cinetica KE (Kinetic Energy) a velocità maggiore, il caricatore semiautomatico è stato dotato di sufficiente spazio per ospitare fino a 10 colpi. La mitragliatrice coassiale da 7,62 mm è stata sostituita con una da 12,7mm. Sono stati anche rivisti gli organi di movimento: un nuovo motore diesel da 1500 Cv, lo stesso del Leclerc francese, è accoppiato a una nuova trasmissione e a nuove sospensioni tipo "Caterpillar"(sistema denominato "Mazkom", sistema cingoli-molle-ruote). La velocità massima di questa versione è di circa 60 km/h. La visibilità su 360º è assicurata da un sistema video costituito da quattro telecamere installate in parti rinforzate dello scafo. Il carro monta anche un sistema di raccolta e visualizzazione dati di battaglia digitale, simile a quello statunitense IVIS, progettato dalla Elbit System. L'adozione di questa nuova versione del Merkava ha portato alla totale radiazione dei vecchi Centurion di produzione britannica e dei Magach dai reparti della riserva. È da notare che la produzione di tale carro sta incontrando forti riserve in ambito governativo, a causa del suo alto costo (4-5 milioni di dollari per carro). Dato particolare, è l'unico carro al mondo che dispone di una toilette.

#### Merkava Mk IV M
Questa versione venne introdotta nel 2009 e divenne operativa dal 2011. É caratterizzata dalla presenza del sistema trophy in grado di difendere il carro dai missili anticarro. La protezione consiste in un insieme di sensori radar collocati intorno alla torretta e da pacchetti esplosivi a questi collegati.

## Altre versioni

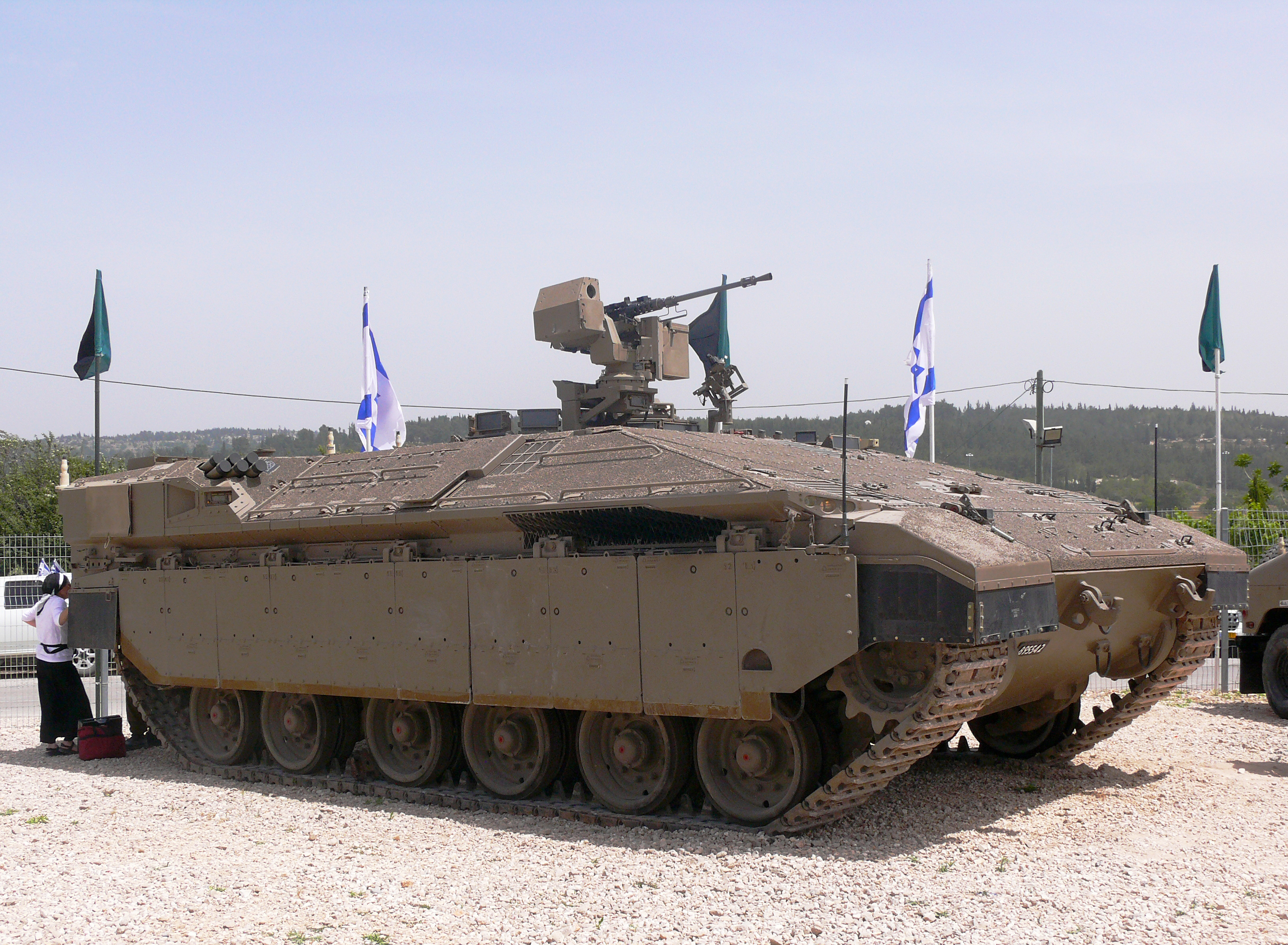
Namer in esposizione

### Merkava ambulanza corazzata
Alcuni carri sono stati attrezzati per poter accogliere un paio di feriti o un ferito e un paramedico, comprese le attrezzature sanitarie di base. La modifica permette di disporre di un'ambulanza corazzata in grado di evacuare soldati feriti sotto pesante fuoco nemico, rispondendo contemporaneamente al fuoco.

### Veicolo da recupero corazzato Merkava ARV
Chiamato Nam'mer (tigre), può trainare carri danneggiati e dispone di un generatore di emergenza.

### Sholef
Obice semovente in calibro 155mm. Ne furono realizzati due prototipi dalla Soltam tra il 1984 e l'86, ma non entrò mai in produzione, preferendo i sistemi MLRS statunitensi.

### Namer
Sviluppato sempre sfruttando lo scafo del Merkava, il Namer è un veicolo per il trasporto truppe con un elevato livello di protezione. Questi mezzi di trasporto blindati cominciarono a essere prodotti fin dai primi anni'80. Il costo eccessivo però costrinse l'IDF a ripiegare su una conversione dei T-55 catturati rinominati Achzarit. Dal 2004 i Merkava mk. I vennero convertiti per il trasporto delle truppe. Dal 2008 sono in servizio circa 100 unità.

## Veicoli comparabili
- Leopard 2
- Type 99 (carro armato)
- Pokpung-ho
- K2 Black Panther
- M1 Abrams
- Leclerc
- C1 Ariete
- Arjun
- Type 90
- Al-Khalid
- PT-91
- Challenger 2
- T-90
- T-84